# Plesictis
Genre
Plesictis est un genre fossile de mustélidés, (initialement décrit comme un procyonidé) endémique d'Europe pendant l'Oligocène et le Miocène, entre 33,9-20,0 Ma.

## Description
Plesictis était un animal de 75 cm de long, ressemblant à une belette aux grands yeux, ou peut-être à un bassaris d'Amérique centrale. Ses grands yeux et sa très longue queue suggèrent qu'il était peut-être nocturne et arboricole. À en juger par ses dents il s'agissait probablement d'un omnivore.

## Liste des espèces
Selon GBIF (24 septembre 2023) :
- Plesictis genettoides Pomel, 1846
- Plesictis palustris Pomel, 1846
- Plesictis robustus Filhol, 1915

## Classification
Le nom valide complet (avec auteur) de ce taxon est Plesictis Pomel, 1846.
Plesictis a pour synonyme :
- Plesychtis Stefani, 1891

### Publication originale
- [1846] Auguste Pomel, « Mémoire pour servir à la Géologie paléontologique des terrains tertiaires du département de l’Allier », Bulletin de la Société Géologique de France,‎ 1846, p. 353-373.